# Eilika d'Oldenbourg
La duchesse Eilika d'Oldenbourg, née le 22 août 1972, est l'épouse de Georges de Habsbourg-Lorraine, troisième de l'ordre de succession à l'ancien trône austro-hongrois. Elle était en ligne de succession au trône britannique avant son mariage avec un catholique romain. Elle est une fille du duc Johann d'Oldenbourg et de son épouse la comtesse Ilka d'Ortenbourg. Son père est le fils cadet de Nikolaus, grand-duc héréditaire d'Oldenbourg et de son épouse la princesse Helena de Waldeck et Pyrmont.

## Mariage

### Cérémonie de mariage
Le 18 octobre 1997, Eilika a épousé Georges de Habsbourg-Lorraine dans la basilique Saint-Étienne de Budapest, en Hongrie. Il est le fils cadet d'Otto de Habsbourg-Lorraine (lui-même fils de l'empereur déchu Charles Ier d'Autriche ) et de son épouse la princesse Regina de Saxe-Meiningen. Parmi les invités au mariage figuraient Felipe, prince des Asturies, le prince Albert de Monaco et Hassan II du Maroc. Le pape Jean-Paul II a envoyé ses meilleurs vœux au couple, et les ambassadeurs de nombreuses nations étrangères, y compris les États-Unis, étaient présents en tant que représentants. Eilika, 25 ans, portait une robe blanche à col haut, ainsi qu'un voile porté par son arrière-grand-mère la duchesse Elisabeth Alexandrine de Mecklembourg-Schwerin en 1896. La cérémonie a été retransmise en direct à la télévision hongroise; environ 2 000 citoyens et touristes hongrois se sont rassemblés devant l'église pour assister au mariage.
Leur mariage a été la première union entre les Habsbourgs catholiques et les Oldenbourg luthériens dans l'histoire de leur famille (l'archiduchesse Isabelle d'Autriche a épousé le roi Christian II de Danemark avant la Réforme) et le premier mariage entre les membres des maisons des Habsbourg et Oldenbourg depuis le mariage de l'archiduc Joseph et de la grande-duchesse Alexandra Pavlovna de Russie, elle-même membre de la maison Holstein-Gottorp-Romanov, une branche des Oldenburg. C'était aussi la deuxième fois qu'un Habsbourg se mariait en Hongrie depuis la chute du communisme en 1989.

### Descendance
Le couple a trois enfants: 
- Zsófia Mária Tatjána Mónika Erzsébet Katalin (Sophie Maria Tatiana Monica Elisabeth Catherine, née le 12 janvier 2001 à Budapest)
- Ildikó Mária Walburga (Hilda Maria Walburga, née le 6 juin 2002 à Budpaest)
- Károly-Konstantin Mihály István Mária (Karl-Konstantin Michael Stephan Maria, né le 20 juillet 2004 à Budapest)

### Succession et conditions de vie
Georg est le seul de ses frères et sœurs à faire un mariage dynastiquement égal selon les lois de la famille Habsbourg précédentes (bien que sa sœur Andrea ait épousé le comte héréditaire de Neipperg, héritier d'une famille médiatisée, et les exigences avaient été auparavant réduites pour son oncle Rudolf). Si son père n'avait pas accepté le mariage de son frère aîné Karl avec la baronne Francesca Thyssen-Bornemisza, qui aurait autrement été considérée comme morganatique, Georg aurait été l'héritier de son père après son frère aîné, comme cela aurait été le cas avec l'archiduc François-Ferdinand envers l'empereur. Franz Joseph.
Elle et sa famille vivent à côté du village de Sóskút, dans le comté de Pest en Hongrie. Leur enfant aîné a été le premier Habsbourg à être né en Hongrie en plus de cinquante ans. Alors que Georg est catholique romain, Eilika a choisi de rester luthérienne.

## Titres et honneurs
- 22 août 1972 - 18 octobre 1997: Son Altesse la duchesse Eilika d'Oldenburg
- depuis le 18 octobre 1997: Son Altesse Impériale et Royale l'Archiduchesse Eilika d'Autriche